# Vico del Gargano
Vico del Gargano là một đô thị thuộc tỉnh Foggia trong vùng des Puglia ở Ý. Đô thị này có diện tích km², dân số người. Đô thị này thuộc một phần của vườn quốc gia Gargano.
Đô thị này có các làng sau: San Menaio.
Đô thị này giáp với các đô thị sau: Carpino, Ischitella, Monte Sant'Angelo, Peschici, Rodi Garganico, Vieste.